# National Library of Medicine

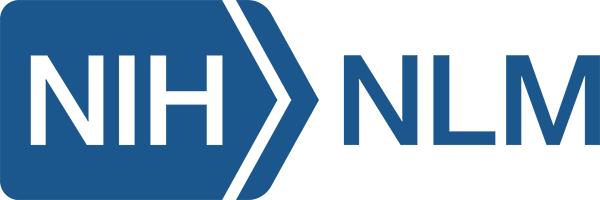
Logo United States National Library of Medicine.

United States National Library of Medicine (NLM) – największa na świecie biblioteka medyczna prowadzona przez rząd federalny Stanów Zjednoczonych. Zbiór biblioteki obejmuje ponad siedem milionów książek, czasopism, raportów, rękopisów, mikrofilmów, fotografii i grafik związanych z medycyną i pokrewnymi naukami, w tym także niektóre najstarsze i najrzadsze prace.

## Historia
Biblioteka powstała w 1836 roku przy biurze generalnego chirurga armii Stanów Zjednoczonych. Z wydanego w 1840 roku katalogu dowiadujemy się, że mieściła się ona na niewielkim regale z czterema półkami. W 1866 roku biblioteka został przeniesiona do budynku banku Riggs przy 15th Street i Pennsylvania Avenue. Z drukowanego katalogu dowiadujemy się, że w 1864 roku zbiory liczyły około 2100 tomów. W 1865 roku w związku z decyzją zamknięcia tymczasowych szpitali po zakończeniu wojny secesyjnej i konsolidacją ich bibliotek do gabinetu naczelnego lekarza przekazano znajdujące się w nich zbiory książek medycznych i czasopism. Opiekunem kolekcji w tym samym roku został porucznik John Shaw Billings. Jego praca przyczyniła się do rozwoju biblioteki i zwiększenia ilości książek z 13 000 woluminów do 25 000 książek i 15 000 broszur w 1873 roku. W 1880 roku zbiory książek wynosiły 50 000, a broszur było 60 000.
W 1866 roku rząd przejął teatr Teatr Forda i przeniósł do niego dokumentację medyczną Armii, muzeum i bibliotekę. W 1871 roku naczelny chirurg Joseph K. Barnes przy współpracy Billingsa zaczęli planować przekształcenie kolekcji w narodową bibliotekę medyczną. Oznaczało to, że w bibliotece będą gromadzone wszystkie opublikowane w kraju książki medyczne i publikacje związane ze zdrowiem i medycyną. Od 1879 roku Billings zaczął tworzyć Index Medicus, czyli spis artykułów związanych z medycyną i publikowanych w czasopismach. Elektroniczną wersja tej publikacji jest baza MEDLINE.
W 1887 roku biblioteka została przeniesiona do trzypiętrowego budynku z czerwonej cegły, którego projekt przygotował Billings. W 1922 roku jej nazwę zmieniono na Army Medical, a muzeum na Army Medical Museum. W 1956 roku Kongres udostępnił bibliotekę publicznej służbie zdrowia i zmienił jej nazwę na National Library of Medicine. W 1962 roku zbiory przeniesiono do kampusu Narodowych Instytutów Zdrowia (National Institutes of Health) w Bethesda w stanie Maryland.